# Anaís
Anaís Martínez (Santo Domingo, 22 de junho de 1984) é uma bailarina, cantora e atriz dominicana. 

## Discografia
- Así soy Yo (lançado em 14 de abril de 2006)

1. "Atrapada" - 3:24
2. "Estoy Con Él Y Pienso En Ti" - 3:49
3. " Lo Que Son Las Cosas" - 4:03
4. "Estar Contigo" - 3:23
5. "Sexo, Sexo" (dúo con La Sista) - 3:59
6. "No Quiero Sufrir" - 4:27
7. "Suelta" - 3:31
8. "Como Olvidarte" - 3:55
9. "Que Te Pedí" - 3:32
10. "Así Es El Amor" - 3:23
11. "Atrapada (Remix)" (dúo con Bimbo) - 4:13
12. 12. "Lo Que Son Las Cosas" [versión Reggaetón ] (com Voltio) - 3:49
13. "Lo Que Son Las Cosas" [versión Duranguense] (com Alacranes Musical) - 2:59
14. "Lo Que Son Las Cosas" [versión Salsa] - 3:41
15. "Lo Que Son Las Cosas" [versión Techno] - 3:27
16. "Estoy Con Él y Pienso En Ti" [versión Reggaeton] - 2:39
17. "Estoy Con Él y Pienso En Ti" [versión Salsa] - 4:17

- Con Todo Mi Corazón (lançado em 3 de abril de 2007)

1. "Tu Amor No Es Garantía"
2. "Sólo Mío"
3. "Quiero Amanecer Con Alguien"
4. "Necesidad"
5. "Mi Amor Por Ti (Love Is)"
6. "Fue Un Placer"
7. "Reencuentro" (dúo con Milly Quezada y Sergio Vargas)
8. "Vivir"
9. "Sexy Mama"
10. "Tu Amor No Es Garantía" [Versión Duranguense] (com Montéz de Durango)
11. "Reencuentro" (com Milly Quezada e Sergio Vargas) [Versión Merengue]